# Sant Magí (Montferrer i Castellbò)
Sant Magí és una serra situada al municipi de Montferrer i Castellbò a la comarca de l'Alt Urgell, amb una elevació màxima de 1.717 metres.